# Circuito di Modena 1934
Il Circuito di Modena 1934 è stato un Gran Premio di automobilismo della stagione 1934.
Riservato a vetture di Formula Grand Prix e Voiturette con cilindrata entro 1,5 litri, si disputò il 14 ottobre 1934 sul circuito stradale di Modena. Vinse Tazio Nuvolari su Alfa Romeo P3. Nello stesso giorno si corse anche il Circuito di Modena junior, riservato a vetturette con cilindrata entro 1,1 litri, vinto da Raffaele Cecchini su MG K3.

## Vetture
Vetture iscritte alla gara.
| Costruttore | Vettura       | Categoria  | Cilindrata          |
| ----------- | ------------- | ---------- | ------------------- |
| Alfa Romeo  | 8C 2300 Monza | Grand Prix | 2300cc - 8 cilindri |
| Alfa Romeo  | 8C 2900 Monza | Grand Prix | 2900cc - 8 cilindri |
| Alfa Romeo  | P3            | Grand Prix | 2900cc - 8 cilindri |
| Alfa Romeo  | P3            | Grand Prix | 3200cc - 8 cilindri |
| Maserati    | 26            | Voiturette | 1500cc - 8 cilindri |
| Maserati    | 26M           | Grand Prix | 2600cc - 8 cilindri |
| Maserati    | 8 CM          | Grand Prix | 3000cc - 8 cilindri |
| Maserati    | 6C 34         | Grand Prix | 3300cc - 8 cilindri |

## Gara

### Risultati
Risultati finali della gara.
| Pos | Nº | Pilota              | Scuderia         | Vettura                  | Giri | Tempo /Ritiro |
| --- | -- | ------------------- | ---------------- | ------------------------ | ---- | ------------- |
| 1   | 22 | Tazio Nuvolari      | Privato          | Maserati 6C 34           | 40   | 1h10'54"0     |
| 2   | 4  | Achille Varzi       | Scuderia Ferrari | Alfa Romeo P3            | 40   | 1h12'20"4     |
| 3   | 16 | Mario Tadini        | Scuderia Ferrari | Alfa Romeo P3            | 40   | 1h12'25"6     |
| 4   | 24 | Ferdinando Barbieri | Scuderia Ferrari | Alfa Romeo 8C 2900 Monza | 38   | 1h10'46"      |
| 5   | 20 | Pietro Ghersi       | Scuderia Ferrari | Alfa Romeo P3            | 38   | 1h11'00"2     |
| 6   | 18 | Guglielmo Sandri    | Privato          | Maserati T26             | 38   | 1h12'19"0     |
| 7   | 10 | Luigi Soffietti     | Scuderia Siena   | Maserati 8CM             | 37   | 1h12'27"0     |
| 8   | 32 | G. Cornaggia-Medici | Privato          | Alfa Romeo 8C 2300 Monza | 35   | 1h11'45"8     |
| 9   | 6  | Secondo Corsi       | Privato          | Maserati 26 M            | 35   | 1h17'46"6     |
| Rit | 30 | Lelio Pellegrini    | Privato          | Alfa Romeo 8C 2300 Monza | 30   | Meccanica     |
| Rit | 12 | Gianfranco Comotti  | Scuderia Ferrari | Alfa Romeo P3            | 16   | Meccanica     |

## Altre gare

### Gran Premio di Modena junior
Il Circuito di Modena junior 1934 (nome ufficiale III Circuito di Modena Junior) è stata una corsa automobilistica di velocità in circuito per voiturette con cilindrata entro 1100cc disputata il 14 ottobre 1934, lo stesso giorno del Circuito di Modena e sul medesimo tracciato da ripetere 25 volte.
| Pos | Pilota             | Scuderia                  | Vettura            | Giri | Tempo /Ritiro |
| --- | ------------------ | ------------------------- | ------------------ | ---- | ------------- |
| 1   | Raffaele Cecchini  | Iscrizione privata        | MG Magnette K3     | 25   | 50'12"6       |
| 2   | Nino Farina        | Officine Alfieri Maserati | Maserati 4 CM 1100 | 25   | +5"8          |
| 3   | Roberto Malaguti   | Iscrizione privata        | Maserati 4C        | 24   |               |
| 4   | Balzacchi          | Iscrizione privata        | Rocca-Fiat         | 22   |               |
| 5   | Francesco Matrullo | Iscrizione privata        | Maserati 4C        | 22   |               |
| 6   | Catullo Lami       | Iscrizione privata        | Maserati 4C        | 22   |               |